# オーセベリ船

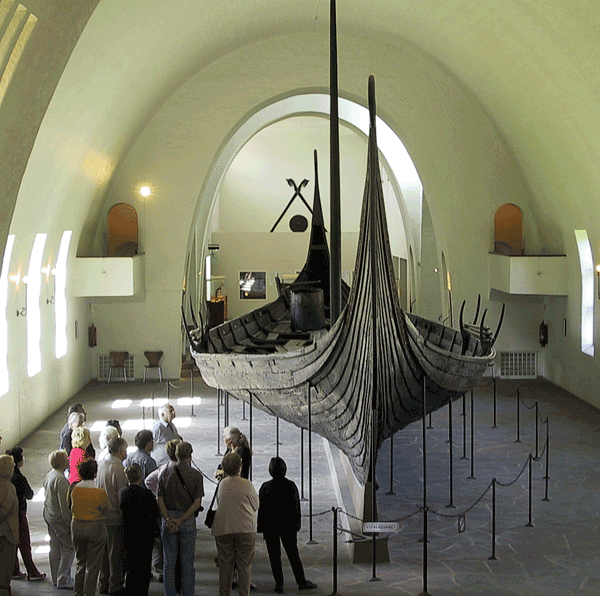
オーセベリ船 （ヴァイキング船博物館、ノルウェー ）

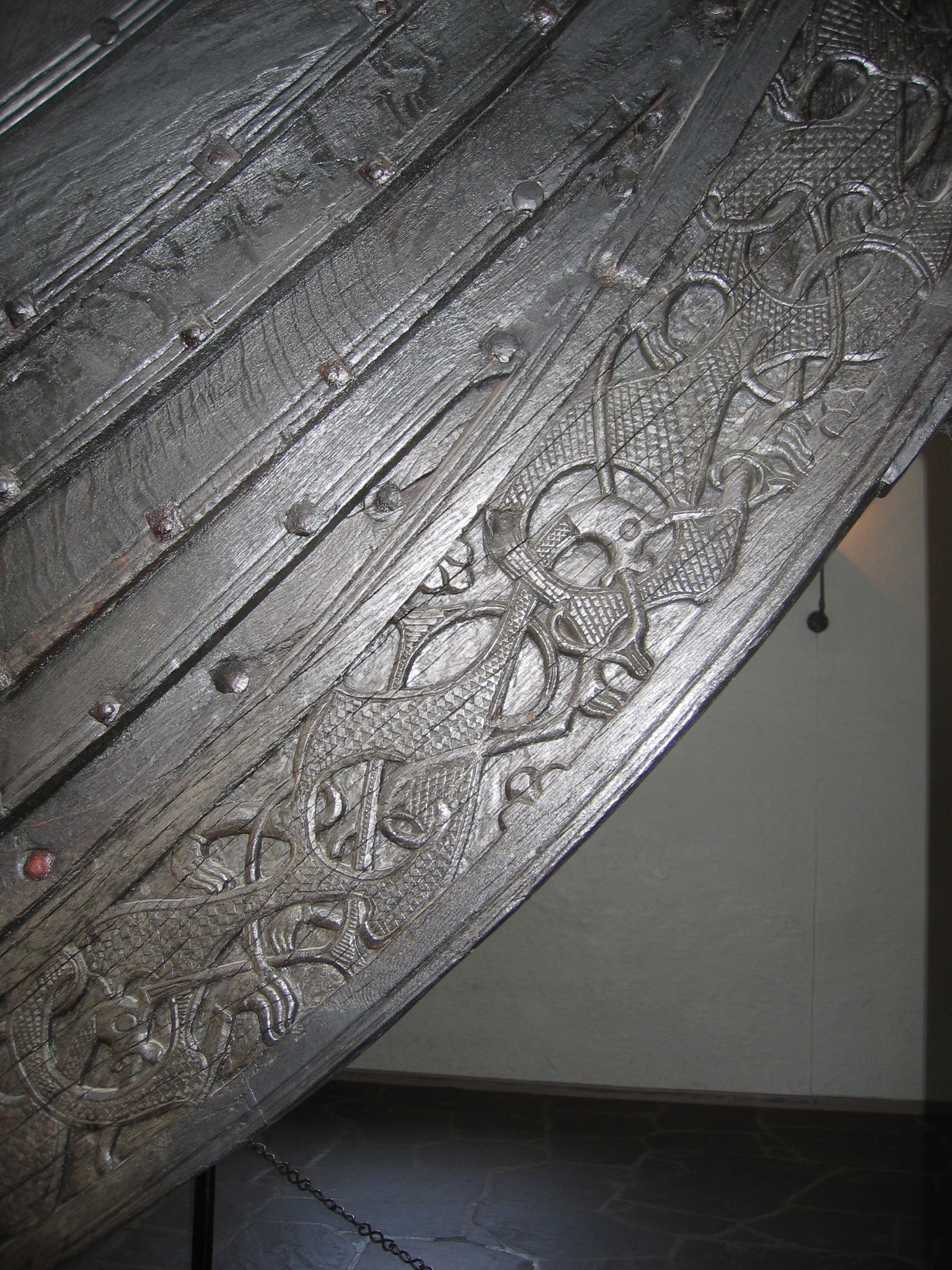
オーセベリ船の細部

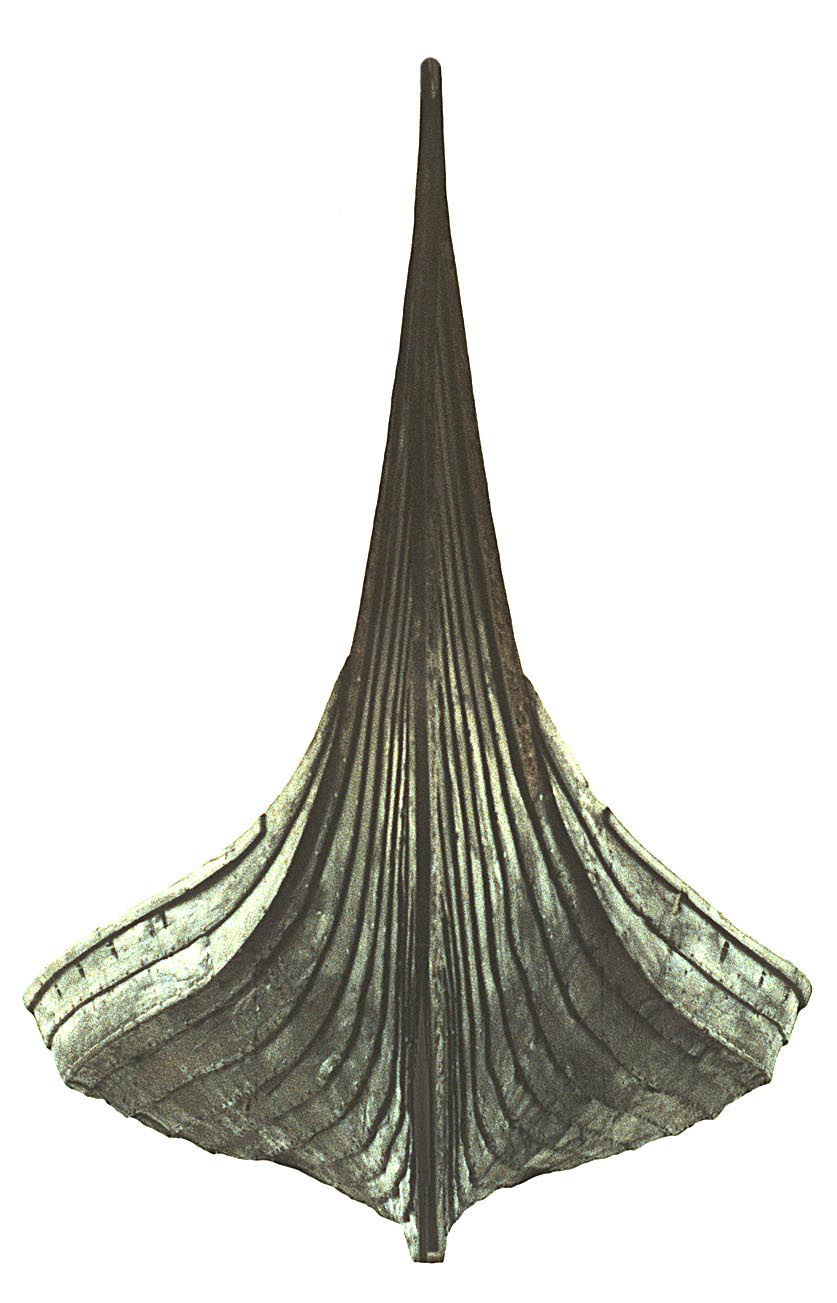
正面から

オーセベリ船（ノルウェー語: Osebergskipet）は、ノルウェーヴェストフォル県トンスベルグ近郊のオーセベリ農場にある大きな墳丘墓から発見されたヴァイキング船である 。
現在、同時に発掘された多くの副葬品と共にオスロ市ビグドイ地区にあるヴァイキング船博物館に展示されている。

## 墳丘墓
オーセベリ墳丘墓（諾: Oseberghaugen ved Slagen）には数多くの副葬品と2人の女性の遺骨が埋まっていた。船が埋められたのは834年以降であるが、船の一部が800年以降のものであるため、船自体はもっと古いものであると考えられている 。オーセベリ船は1904年から1905年にかけてノルウェー人考古学者ホーコン・シェテリークとスウェーデン人考古学者ガブリエル・グスタフソンによって発掘された。この船は広く賞賛され、ヴァイキング時代を生き延びた最高の掘り出し物の1つといわれている 。

## 船の構造
オーセベリ船は鎧張りで作られたカルヴィ型（Karv、古ノルド語: Karfi）で、ほぼ全てがオーク材で出来ている。全長は約21.58m幅5.10m、マストは9ないし10m前後である。約90m2の帆が張られており最速10ノットで航行可能だった。また15対のオール穴があり30人で漕ぐことができた。この時代のノルウェーのヴァイキング船は20対のオールが標準的であり、それと比べてやや小型である。他の付属物には幅広い舵取りオール、鉄の錨（いかり）、渡り板、あか汲みなどが含まれている。船の船首と船尾はオーセベリ様式として知られる特徴的な「握り獣（gripping beast）」様式の複雑な木彫りで念入な装飾がほどこされている。航海に適しているとはいえ、オーセベリ船は比較的脆弱であり、沿岸の航海にしか用いられなかったと考えられている。

## 人の遺体
墓からは二人の女性の遺骨が発見された。一人は推定年齢80歳でひどい関節炎およびその他複数の病気にかかっており、もう一人は50歳であった。生前どちらがより重要な人物であり、二人の女性のいずれがもう一人の死に伴い犠牲（人身御供）として捧げられたのかははっきりしていない。14頭の馬と1頭の雄牛、3匹の犬の骨も見つかった。贅沢な葬儀や副葬品は被葬者が大変高い地位にあったことを示している。一人の女性は、贅沢品であるひし形模様の綾織の良質な赤いウールのドレスと、上質白い亜麻の紗で出来たヴェールを身に着けていたが、もう一人はより質素な青いウールのドレスにウールのヴェールを着用しており、両者の間に社会的な階層の差が見られる。どちらの女性も全て絹で出来た服は着ていなかったが、赤いドレスの下に着用されたチュニックに絹の小片がアップリケされていた。墓の材木を年輪年代学的に分析したデータによれば、埋葬されたのは834年の秋である。高位の女性は ハルフダン黒王の母でハーラル1世の祖母であるユングリング家の女王オーサの墓であるともいわれている。最近の検査では 女王オーサが居たノルウェーの小国アグデルに住んでいたことが示されている 。 北欧神話の巫女で預言者、シャーマンといわれるヴォルヴァだったとする学者もいる。
オスロ大学のペール・ホルクによれば、若い女性はミトコンドリアのハプログループU7であることが判明し 。彼女の祖先はイラン又は黒海付近からノルウェーに来たことになるが　真相は明らかになっていない。この発見は新しく見つかった埋蔵物に対する新たな識見を与えている。
まだ多くの謎が残されているものの、遺骨の調査により生前の二人について明らかになっている。若い女性は鎖骨を骨折しており、これが当初彼女が人身御供だったであろうという証拠にされたが、より詳しく調べたところこの骨はしばらく回復していたことがわかった。また、彼女の歯には9世紀では稀少でぜいたく品だった金属のようじが使われた痕跡が発見された。
年配の女性はガンを患っていた模様で、これが死因であった可能性もある。また彼女はあごひげが生えることを含めた男性的な特徴を呈するホルモン障害、モルガーニ症候群にもかかっていた。どちらの女性もヴァイキングのほとんどが魚を食べていた当時、よりぜいたくな肉を中心とした食事をとっていた。しかし、二人に血縁関係があるかどうかを証明するのに十分なDNAがなかった。

## 副葬品

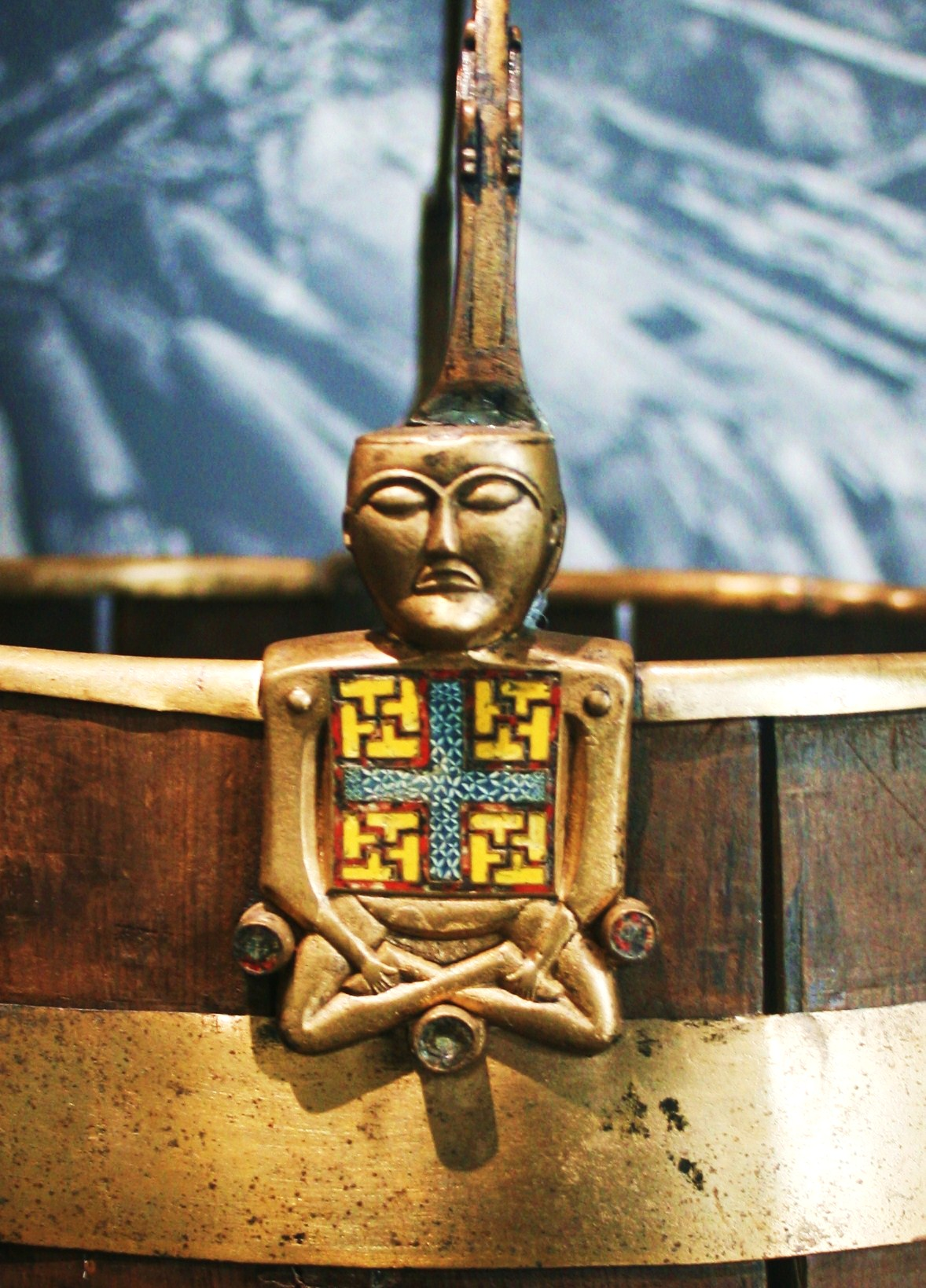
"Buddha bucket" (Buddha-bøtte)

墓は古い時代に荒らされており、貴金属はなかった。それでも1904年から1905年にかけての発掘で沢山の日常品や遺物が発見された。これらの中に精巧な装飾が施された4台のそり、美しく彫刻された木製の4輪車、ベッドの柱や、木製の収納箱などがあった。農作業や家庭用のものなど、よりありふれた道具類も見つかった。発見された織物にはウールの衣類や舶来品の絹、幅の狭いタペストリーも含まれていた。オーセベリ墳墓はヴァイキング時代の織物の数少ない情報源であり、木の四輪車もこれまでに発見されたヴァイキング時代のものの中では唯一完全なものである。またクジャクも一羽見つかったが、これは暑い気候の地方が原産であり、ノルウェーはもちろん原産ではないため、大変驚くべきことである。また、ヴァルクヌト（valknut）というシンボルが使われた数少ない例でもある。また、オーセベリ船に関する大きな謎として多くの人々を魅了するのがBuddha bucketと呼ばれている手桶である。持ち手と桶の接続部分に仏陀と思われる彫像が取り付けられている。